# Abel L'Angelier
Pour les articles homonymes, voir L'Angelier.
Abel L'Angelier (ou Langelier) (1553?-1610) est un éditeur-imprimeur. Il appartient à une importante famille de marchands-libraires, son père, Arnoul, et son oncle Charles, étaient également imprimeurs. Montaigne et Pierre de Larivey ont été édités chez lui.

## Publications
- Comédie du muet insensé, 1576, de Pierre Le Loyer
- Plutarque, Les œuvres Morales et Meslèes Pour Abel l'Angelier au premier pilier de la grand'Salle du Palais 1584 (volume II)
- Montaigne, Les Essais, 1588.
- Adonis, 1597 de Guillaume-Gabriel Le Breton, dans Diverses tragedies de plusieurs autheurs de ce temps